# Cupa Laver 2022
Cupa Laver 2022 a fost a cincea ediție a Cupei Laver, turneul de tenis masculin între echipe din Europa și restul lumii. S-a jucat pe terenuri cu suprafață dură, în interior, la The O2 Arena din Londra, Regatul Unit, în perioada 23–25 septembrie 2022. Campioana en-titre a fost echipa Europei.
Acest turneu a marcat ultima apariție profesională a fostului nr. 1 mondial la simplu și câștigătorul a 20 de titluri de Grand Slam, Roger Federer.
A fost prima victorie a echipei Restul Lumii la Cupa Laver.

## Selecția jucătorilor
La 3 februarie 2022, Rafael Nadal și Roger Federer au fost primii jucători care și-au confirmat participarea în echipa Europei.
La 17 iunie 2022, Félix Auger-Aliassime, Taylor Fritz și Diego Schwartzman au fost primii jucători confirmați pentru Echipa Restul Lumii. La 29 iunie 2022, Andy Murray a anunțat că își va face debutul în Cupa Laver pentru Echipa Europei.
Novak Djokovic a fost anunțat ca fiind al patrulea jucător al echipei Europei la 22 iulie 2022.
La 2 august 2022, organizatorii au anunțat că Jack Sock se va alătura echipei Restul Lumii. La 10 august 2022, s-a anunțat că Stefanos Tsitsipas și Casper Ruud se vor alătura echipei Europei. Căpitanul John McEnroe, i-a ales pe John Isner și Alex de Minaur drept alegeri finale la 25 august 2022, cu toate acestea, Isner s-a retras din cauza unei accidentări. Drept urmare, a fost înlocuit cu  Frances Tiafoe.
Federer va juca al 1750-lea și ultimul său meci din Circuitul ATP la dublu, alături de Nadal, în ziua 1, iar apoi va fi înlocuit de Matteo Berrettini, care îi va lua locul la simplu în ziua a 2-a. Absența lui Federer la simplu înseamnă că ultimul său meci profesionist de simplu a fost la 7 iulie 2021 în sferturile de finală de la Wimbledon, exact la 23 de ani după meciul său de debut la simplu din 7 iulie 1998 la Gstaad.
Nadal s-a retras după Ziua 1, locul său fiind luat de Cameron Norrie.

## Participanți
| Echipa Europa       | Echipa Europa |
| ------------------- | ------------- |
| Căpitan: Björn Borg |               |
| Jucător             | Poz           |
| Casper Ruud         | 2             |
| Rafael Nadal        | 3             |
| Stefanos Tsitsipas  | 6             |
| Novak Djokovic      | 7             |
| Roger Federer       | 9PR(NR)       |
| Andy Murray         | 43            |
| Matteo Berrettini   | 15            |
| Cameron Norrie      | 8             |

| Echipa Restul Lumii   | Echipa Restul Lumii |
| --------------------- | ------------------- |
| Căpitan: John McEnroe |                     |
| Jucător               | Poz                 |
| Taylor Fritz          | 12                  |
| Félix Auger-Aliassime | 13                  |
| Diego Schwartzman     | 17                  |
| Frances Tiafoe        | 19                  |
| Alex de Minaur        | 22                  |
| John Isner            | 42                  |
| Jack Sock             | 127                 |
| Tommy Paul            | 29                  |

|  | S-a retras înainte de turneu (substituit cu înlocuitor) |
|  | Înlocuitor                                              |
|  | S-a retras în timpul turneului (substituit cu rezervă)  |
|  | Rezervă                                                 |

- Clasamentul ATP la simplu la 19 septembrie 2022
- PR = Clasament protejat
- NR = Not ranked

## Meciuri
Fiecare victorie de meci în ziua 1 valorează un punct, în ziua 2 două puncte, iar în ziua a treia trei puncte. Prima echipă care ajunge la 13 puncte va câștiga. Deoarece în fiecare zi se joacă patru meciuri, există un total de 24 de puncte disponibile. Cu toate acestea, deoarece 12 din totalul de puncte sunt câștigate în ziua a 3-a, nici una dintre echipe nu a putut câștiga înainte de ultima zi de joc.
| Zi / Pcte | Dată   | Tip meci | Echipa Europei                     | Echipa Restul Lumii               | Scor                    | Puncte echipă după meci |
| --------- | ------ | -------- | ---------------------------------- | --------------------------------- | ----------------------- | ----------------------- |
| 1         | 23 sep | Simplu   | Casper Ruud                        | Jack Sock                         | 6–4, 5–7, [10–7]        | 1–0                     |
| 1         | 23 sep | Simplu   | Stefanos Tsitsipas                 | Diego Schwartzman                 | 6–2, 6–1                | 2–0                     |
| 1         | 23 sep | Simplu   | Andy Murray                        | Alex de Minaur                    | 7–5, 3–6, [7–10]        | 2–1                     |
| 1         | 23 sep | Dublu    | Roger Federer / Rafael Nadal       | Jack Sock / Frances Tiafoe        | 6–4, 6–7(2–7), [9–11]   | 2–2                     |
| 2         | 24 sep | Simplu   | Matteo Berrettini                  | Félix Auger-Aliassime             | 7–6(13–11), 4–6, [10–7] | 4–2                     |
| 2         | 24 sep | Simplu   | Cameron Norrie                     | Taylor Fritz                      | 1–6, 6–4, [8–10]        | 4–4                     |
| 2         | 24 sep | Simplu   | Novak Djokovic                     | Frances Tiafoe                    | 6–1, 6–3                | 6–4                     |
| 2         | 24 sep | Dublu    | Matteo Berrettini / Novak Djokovic | Alex de Minaur / Jack Sock        | 7–5, 6–2                | 8–4                     |
| 3         | 25 sep | Dublu    | Matteo Berrettini / Andy Murray    | Félix Auger-Aliassime / Jack Sock | 6–2, 3–6, [8–10]        | 8–7                     |
| 3         | 25 sep | Simplu   | Novak Djokovic                     | Félix Auger-Aliassime             | 3–6, 6–7(3–7)           | 8–10                    |
| 3         | 25 sep | Simplu   | Stefanos Tsitsipas                 | Frances Tiafoe                    | 6–1, 6–7(11–13), [8–10] | 8–13                    |
| 3         | 25 sep | Simplu   | Casper Ruud                        | Taylor Fritz                      | Nu s-a jucat            | Nu s-a jucat            |

## Statistici
| Jucător               | Echipă | Nat.                       | Meciuri | Câștigat–Pierdut | Câștigat–Pierdut | Câștigat–Pierdut | Puncte | Puncte | Puncte |
| Jucător               | Echipă | Nat.                       | Meciuri | Simplu           | Dublu            | Total            | Simplu | Dublu  | Total  |
| --------------------- | ------ | -------------------------- | ------- | ---------------- | ---------------- | ---------------- | ------ | ------ | ------ |
| Félix Auger-Aliassime | Lume   | Canada                     | 3       | 1–1              | 1–0              | 2–1              | 3–2    | 3–0    | 6–2    |
| Matteo Berrettini     | Europa | Italia                     | 3       | 1–0              | 1–1              | 2–1              | 2–0    | 2–3    | 4–3    |
| Alex de Minaur        | Lume   | Australia                  | 2       | 1–0              | 0–1              | 1–1              | 1–0    | 0–2    | 1–2    |
| Novak Djokovic        | Europa | Serbia                     | 3       | 1–1              | 1–0              | 2–1              | 2–3    | 2–0    | 4–3    |
| Roger Federer         | Europa | Elveția                    | 1       | 0–0              | 0–1              | 0–1              | 0–0    | 0–1    | 0–1    |
| Taylor Fritz          | Lume   | Statele Unite ale Americii | 1       | 1–0              | 0–0              | 1–0              | 2–0    | 0–0    | 2–0    |
| Andy Murray           | Europa | Regatul Unit               | 2       | 0–1              | 0–1              | 0–2              | 0–1    | 0–3    | 0–4    |
| Rafael Nadal          | Europa | Spania                     | 1       | 0–0              | 0–1              | 0–1              | 0–0    | 0–1    | 0–1    |
| Cameron Norrie        | Europa | Regatul Unit               | 1       | 0–1              | 0–0              | 0–1              | 0–2    | 0–0    | 0–2    |
| Casper Ruud           | Europa | Norvegia                   | 1       | 1–0              | 0–0              | 1–0              | 1–0    | 0–0    | 1–0    |
| Diego Schwartzman     | Lume   | Argentina                  | 1       | 0–1              | 0–0              | 0–1              | 0–1    | 0–0    | 0–1    |
| Jack Sock             | Lume   | Statele Unite ale Americii | 4       | 0–1              | 2–1              | 2–2              | 0–1    | 4–2    | 4–3    |
| Frances Tiafoe        | Lume   | Statele Unite ale Americii | 3       | 1–1              | 1–0              | 2–1              | 3–2    | 1–0    | 4–2    |
| Stefanos Tsitsipas    | Europa | Grecia                     | 2       | 1–1              | 0–0              | 1–1              | 1–3    | 0–0    | 1–3    |